# Хуан II (Арагон)
Хуан II Велики (Неверния) (на испански: Juan II de Aragón, el Grande; * 29 юни 1398, Медина дел Кампо, Кастилия; † 20 януари 1479, Барселона) e крал на Навара от 1425 г., 19-и крал на Арагон и Сицилия от 1458 г. Един от кралете-дълголетници от Средновековието (живее малко над 80 г.).

## Произход
По-малък син е на крал Фернандо I Арагонски и Елеонора д’Албуркерке.

## Управление

### Брак с Бланка I Наварска. Крал на Навара
На 8 ноември 1419 г. в Олите официално е обявен годежът на инфант Хуан и Бланка I Наварска, дъщеря на Карл III Благородния, крал на Навара. Брачният им договор е сключен на 5 декември същата година в Памплона. На 10 юни 1420 г. новият годеник на Бланка пристига в Памплона, където двамата са венчани на 18 юни. В периода 1421 – 1424 г. Бланка му ражда четии деца – Карл, Хуана, Бланка и Леонор.
През 1425 г. Карл III Благородният умира и Хуан и Бланка са обявени за крал и кралица на Навара (коронясани са през 1429 г.). В същата година Графство Рибагорса е придобито от Валенсия.
Бланка управлява Навара самостоятелно: Хуан живее основно в Арагон, поддържа своя брат крал Алфонсо V Арагонски в усилващия се конфликт с Кастилия. През 1429 г. между съседните кралства започва война.
Бланка I Наварска умира на 1 април 1441 г. в Санта Мария ла Реал де Ниева, Кралство Кастилия и Леон. Съгласно завещанието ѝ короната на Навара трябва да премине у сина ѝ Карл, но той не трябва да се титулува крал, докато съпругът ѝ е жив. Хуан II обаче отстранява сина си от управлението на Навара и отказва да признае правата му върху престола ѝ, което става причина в кралството да избухне гражданска война.

### Брак с Хуана Енрикес
През април 1444 г. Хуан II се жени за Хуана Енрикес. След сватбата Хуана се титулува „кралица на Навара“.

### Крал на Арагон
През 1454 г. Алфонсо V Арагонски назначава Хуан за свой лейтенант (фактически съуправител) в Арагон и Каталония, в това време сам управлява италианските си владения. От 1442 г. Алфонсо V постоянно живее в Неапол, обкръжавайки се с разкош и покровителства учени и художници. В това време Хуан в Каталония провежда ред преобразования с цел завоюване на поддръжка на социално незащитени слоеве от населението, фермери и занаятчии, противопоставяйки ги на интересите на дворяните и духовенството, намиращи се в опозиция на новия лейтенант.
През 1458 г. крал Алфонсо V умира без законни синове, и Хуан, под име Хуан II, наследява неговите владения (с изключение на Неаполитанското кралство, завещано от Алфонсо V на сина му Фердинандо I).

### Смърт
Хуан II умира през 1479 г. на 80-годишна възраст. Погребан е в манастир Поблет заедно с втората си съпруга Хуана Енрикес.

## Брак и потомство
Жени се два пъти:
∞ 1. 6 ноември 1419 (с представител) в Олите, 18 юни 1420 в Катедралата на Памплона за Бланка Наварска, дъщеря на краля на Навара Шарл III Наварски, от която има 4 деца:
- Карл Наварски (29 май 1421 – 23 септември 1461), принц на Виана и херцог на Гандия (1439 – 1461), принц на Херона и херцог на Монблан (1458 – 1461), наместник на Навара (1441 – 1447), претендент за наварската корона (под името Карл IV) от 1441 г. до смъртта си.
- Хуана Наварска (1423 – 22 август 1425);
- Бланка Наварска (1424 – 2 декември 1464, убита), принцеса на Виан от 1461, претендентка за наварската корона (под името Бланка II), чрез брак кралица на Кастилия и Леон; ∞ 15 септември 1440 във Валядолид (анулиран през 1453 г.) за Енрике IV Безсилния (25 януари 1425 – 11 декември 1474), крал на Кастилия и Леон от 1454 г.
- Леонор Наварска (2 февруари 1425 – 12 февруари 1479), кралица на Навара през 1479 г.; ∞ 30 юли 1434 за Гастон IV дьо Грайи (26 февруари 1423 – 25 юли 1472), граф на Фоа и на Бигор, виконт на Беарн от 1436 г., виконт на Кастелбон 1425 – 1462, виконт на Нарбон 1447 – 1468, пер на Франция от 1458 г.

∞ 2. 1 април 1444 в Торелобатон за Хуана Енрикес (1425 – 1468), дъщеря на адмирала на Кастиля, господар на Медина де Риосеко и граф на Мелгар Фадриге Енрике де Мендоса, от която има 4 деца:
- Елеонора († млада);
- Фернандо II (10 март 1452 – 23 януари 1516), 20-ти крал на Арагон (1479 – 1516), Сицилия (1468 – 1516) и Неапол (1504 – 1516), съпруг и съуправител на кралица Изабела I Кастилска
- Хуана (1455 – 1517), чрез брак кралица на Неапол; ∞ 1476 за братовчед си Фернандо I Неаполитански.
- Мария (* 1455, † млада)

- Портрети на децата на Хуан II
- Карл Виански
- Фернандо II

Има няколко извънбрачни деца.
От Леонора де Ескобар има един син:
- Алфонсо (1415 – 1495), първи херцог на Вилархермоза (от 1476)

От жена от сем. Анса има двама сина и две дъщери:
- Хуан (1429 –19 ноември 1475), архиепископ на Сарагоса (от 1460)
- Леонора, ∞ 22 януари 1468 в Тарагона за конетабъла на Навара Луи II дьо Бомон, граф на Лерин, син на Луи I дьо Бомон
- Фернандо († октомври 1452)
- Мария († млада)

От три неизвестни жени има по един син:
- Фернандо, велик магистър на Ордена на Св. Йоан в Испания
- Алфонсо († млад)
- Енрико, узаконен, епископ на Чефалу.